# Число Ричардсона
Число Ричардсона ({\displaystyle \mathrm {Ri} }) — критерий подобия в гидродинамике, равный отношению потенциальной энергии тела, погружённого в жидкость к его кинетической энергии. Под «телом» здесь обычно понимается рассматриваемая жидкость или газ.
В общем случае число Ричардсона определяется следующим образом:
{\displaystyle \operatorname {Ri} \,={\frac {\Delta \rho \,g\,L}{\rho \,v^{2}}}},
где:
- {\displaystyle \rho } — плотность тела;
- {\displaystyle \Delta \rho \,=\rho -\rho _{0}} — разность плотностей тела и среды;
- {\displaystyle g} — ускорение свободного падения;
- {\displaystyle L} — характерная длина (обычно в вертикальном измерении);
- {\displaystyle v} — характерная скорость.

Это число названо в честь английского учёного Льюиса Ричардсона.
Это число можно выразить через числа Архимеда и Рейнольдса:
{\displaystyle \operatorname {Ri} \,={\frac {\operatorname {Ar} }{\operatorname {Re} ^{2}}}}.
Если число Ричардсона много меньше единицы, то сила Архимеда не играет существенной роли для течения. Если оно больше единицы, то сила плавучести доминирует (в том смысле, что конвекция не может эффективно перемешать расслоившуюся по плотности среду).

## Частные определения

### Без архимедовой силы
Если плотность тела намного больше плотности среды, то архимедовой силой можно пренебречь, то есть:
{\displaystyle {\frac {\Delta \rho }{\rho }}\,\approx 1},
Тогда:
{\displaystyle \operatorname {Ri} \,={\frac {g\,h}{v^{2}}}},
Легко заметить, что число Ричардсона в этом случае обратно квадрату числа Фруда:
{\displaystyle \operatorname {Ri} \,={\frac {1}{\operatorname {Fr} ^{2}}}}.

### Конвекция
При рассмотрении температурной конвекции изменение плотности вызвано нагреванием:
{\displaystyle \Delta \rho =\rho \,\beta \,\Delta T},
Здесь средой служит та же жидкость или газ, только не нагревшиеся. В этом случае число Ричардсона можно записать как:
{\displaystyle \operatorname {Ri} \,={\frac {g\beta (T_{hot}-T_{0})}{|{\vec {v}}\cdot \nabla {\vec {v}}|}}={\frac {g\,L\,\beta \Delta T}{v^{2}}}={\frac {\operatorname {Gr} }{\operatorname {Re} ^{2}}}},
где:
- {\displaystyle \beta } — коэффициент теплового расширения;
- {\displaystyle \Delta T=T_{hot}-T_{0}} — характерная разница температур, например, между горячей стенкой и внешней средой;
- {\displaystyle |{\vec {v}}|\sim v} — характерная скорость;
- {\displaystyle \operatorname {Gr} } — число Грасгофа;
- {\displaystyle \operatorname {Re} } — число Рейнольдса.

### Дифференциальное рассмотрение
Рассмотрим плавное изменение плотности и скорости жидкости по некоторой координате:
{\displaystyle \operatorname {Ri} \,={\frac {g\,d\rho \,dz}{\rho \,(dv)^{2}}}}.
Домножив на dz/dz и введя частоту Брента-Вяйсяля N, получим:
{\displaystyle \mathrm {Ri} =N^{2}\,\left({\frac {dv}{dz}}\right)^{-2}}

## Использование в различных областях
Число Ричардсона используется в метеорологии как критерий турбулентных процессов, протекающих в свободной атмосфере. Он определяет степень стратифицированности атмосферы:
- если Ri<0 и градиент температуры dT/dh<-γa, то стратификация атмосферы неустойчивая;
- если Ri>0 и dT/dh>-γa, то стратификация устойчивая;
- и безразличная в случае Ri=0, dT/dh=-γa.

При рассмотрении температурной конвекции число Ричардсона определяет относительную величину естественной конвекции по отношению к вынужденной.
В авиации число Ричардсона используется как грубая мера ожидаемой воздушной турбулентности.
В океанографии число Ричардсона учитывает стратификацию и является мерой важности механических и плотностных эффектов в водяном столбе:
{\displaystyle \operatorname {Ri} \,={\frac {N^{2}}{(du/dz)^{2}}}},
где {\displaystyle N} — частота Брента-Вяйсяля.